# The Florodora Girl
Pour plus de détails, voir Fiche technique et Distribution.
The Florodora Girl est un film américain pre-Code réalisé par Harry Beaumont et sorti en 1930.

## Synopsis
En 1899, Florodora est le spectacle le plus chaud de Broadway. Les calèches s'alignent autour du pâté de maisons en attendant le service de voiturier. La plupart des clients masculins sont là pour voir les belles choristes de Florodora. Certains ont vu le spectacle une dizaine de fois. Daisy est l'une des filles de Florodora et membre du sextuor féminin. Elle est également la seule fille originale de Florodora.

## Fiche technique
- Réalisation : Harry Beaumont
- Scénario : Ralph Spence, Al Boasberg, Robert E. Hopkins d'après une histoire de Gene Markey
- Productrice : Marion Davies
- Photographie : Oliver T. Marsh
- Montage : Carl Pierson
- Genre : Drame, romance[1]
- Musique : Herbert Stothart
- Pays de production :  États-Unis
- Type : Noir et blanc, avec une séquence finale en Technicolor
- Durée : 79 minutes
- Date de sortie : 31 mai 1930

## Distribution
- Marion Davies : Daisy
- Lawrence Gray : Jack
- Walter Catlett : De Boer
- Louis John Bartels : Hemingway
- Ilka Chase : Fanny
- Vivien Oakland : Maud
- Jed Prouty : Old Man Dell
- Claud Allister : Rumblesham
- Sam Hardy : Fontaine
- Nance O'Neil : Mrs. Vibart
- Robert Bolder : Commodore
- Jane Keithley as Constance
- Maude Turner Gordon : Mrs. Caraway
- George Chandler : Georgie Smith
- Anita Louise : Vibart Child
- Mary Jane Irving : Vibart Child

## Production
Le procédé Technicolor utilisé à la fin du film n'était alors pas encore vraiment au point, par exemple les yeux bleus de Marion Davies apparaissent verts.